# Stoke Golding
Stoke Golding is een civil parish in het bestuurlijke gebied Hinckley and Bosworth, in het Engelse graafschap Leicestershire met 1684 inwoners.